# Wallenberg-mausoleet

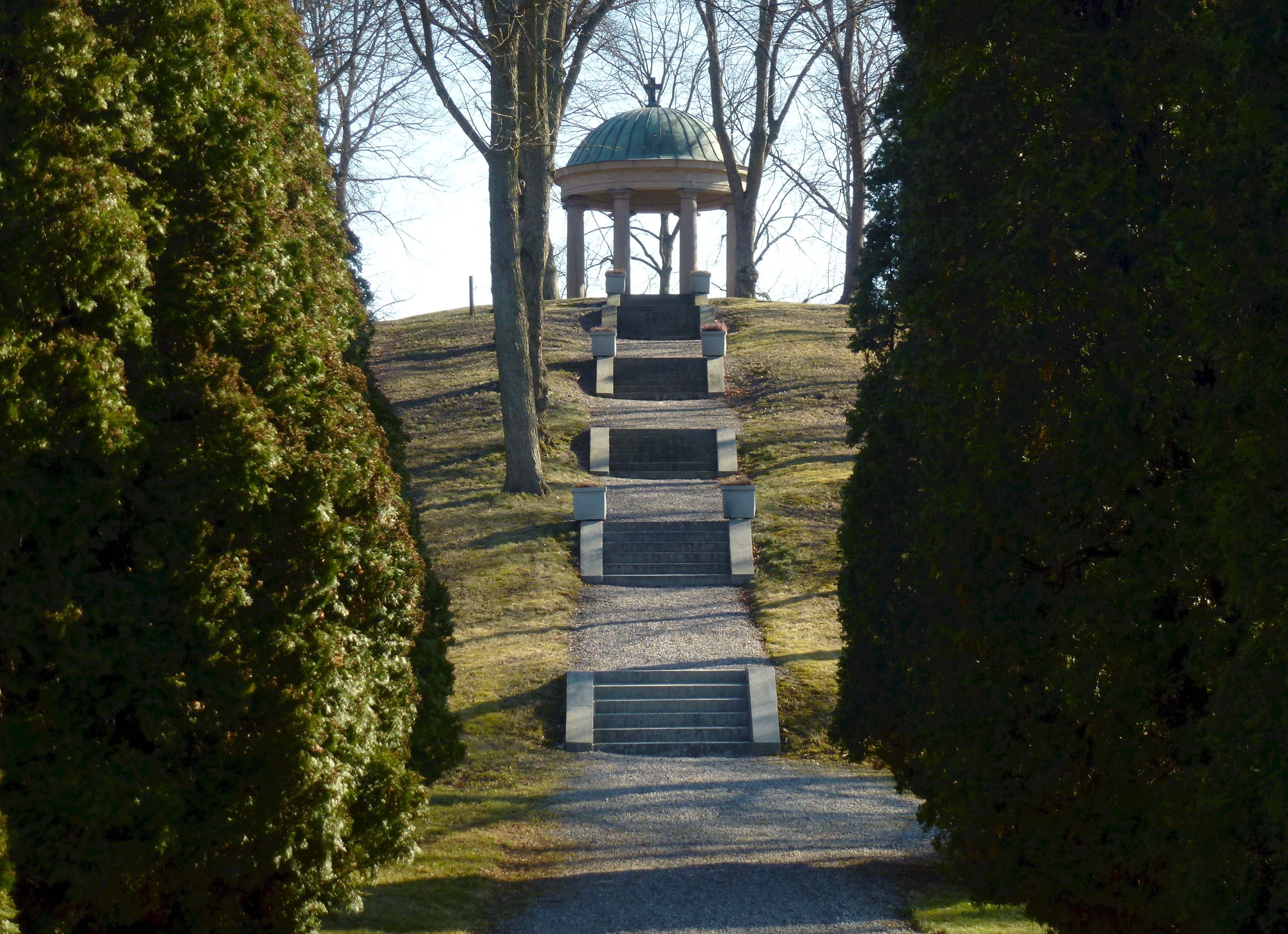
Templet på kullen 2015.

Wallenberg-mausoleet är släkten Wallenbergs begravningsplats på Lindö i Ekerö kommun. Begravningsplatsen utgörs av en trädbevuxen kulle söder om Ekerövägen och har blivit ett landmärke för omgivningen.

## Beskrivning

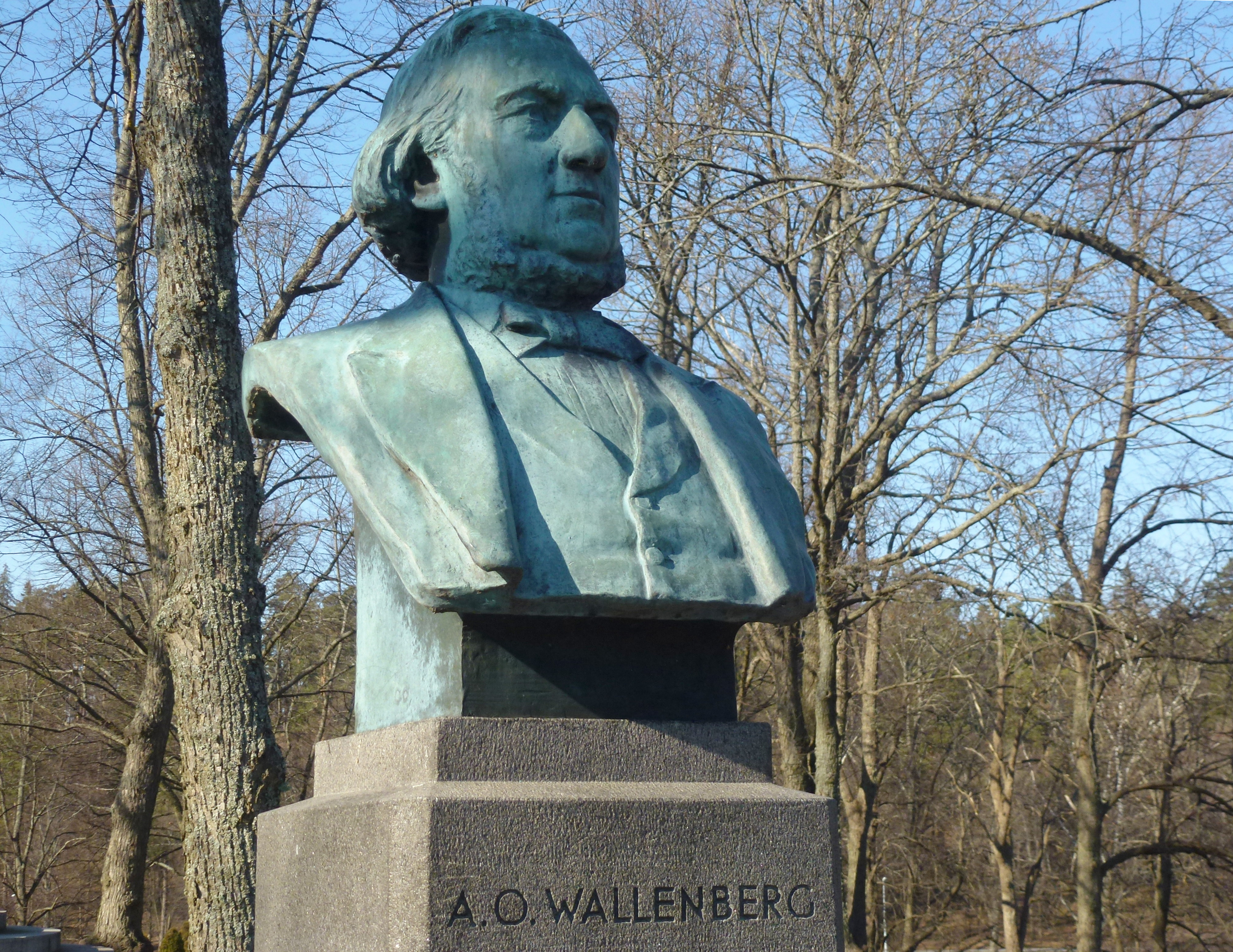
A O Wallenbergs byst

Monumentet är anlagd på en tidigare isälvsavlagring. Trädplanteringen på kullen förstärker dess höjd. En tujaplanterad allé leder upp till mausoleet på krönet av kullen, som är utformat som ett litet cirkelrunt klassiskt tempel med ett kopparklädd kupol som vilar på åtta kolonner. Under templet finns en krypta. Templet uppfördes 1912 och är gestaltat av arkitekt Arvid Fuhre. Runt kupolen finns en inskription tagen från begravningspsalmen 493.
| ” | Omhägna med nattliga friden Den trötte, o grav, i din gömma! När natten en gång är förliden, Skall Herren sin avbild ej glömma. | ” |

En av de första ur Wallenbergsläkten som begravdes här var André Oscar Wallenberg (1816–1886) och hans maka Anna von Sydow (1838–1910). André Oscar Wallenbergs bronsbyst finns bakom mausoleet. Platsen användes även tidigare, under 1600- och 1700-talen, som begravningsplats för närbelägna säteriet Malmvik.

## Bilder

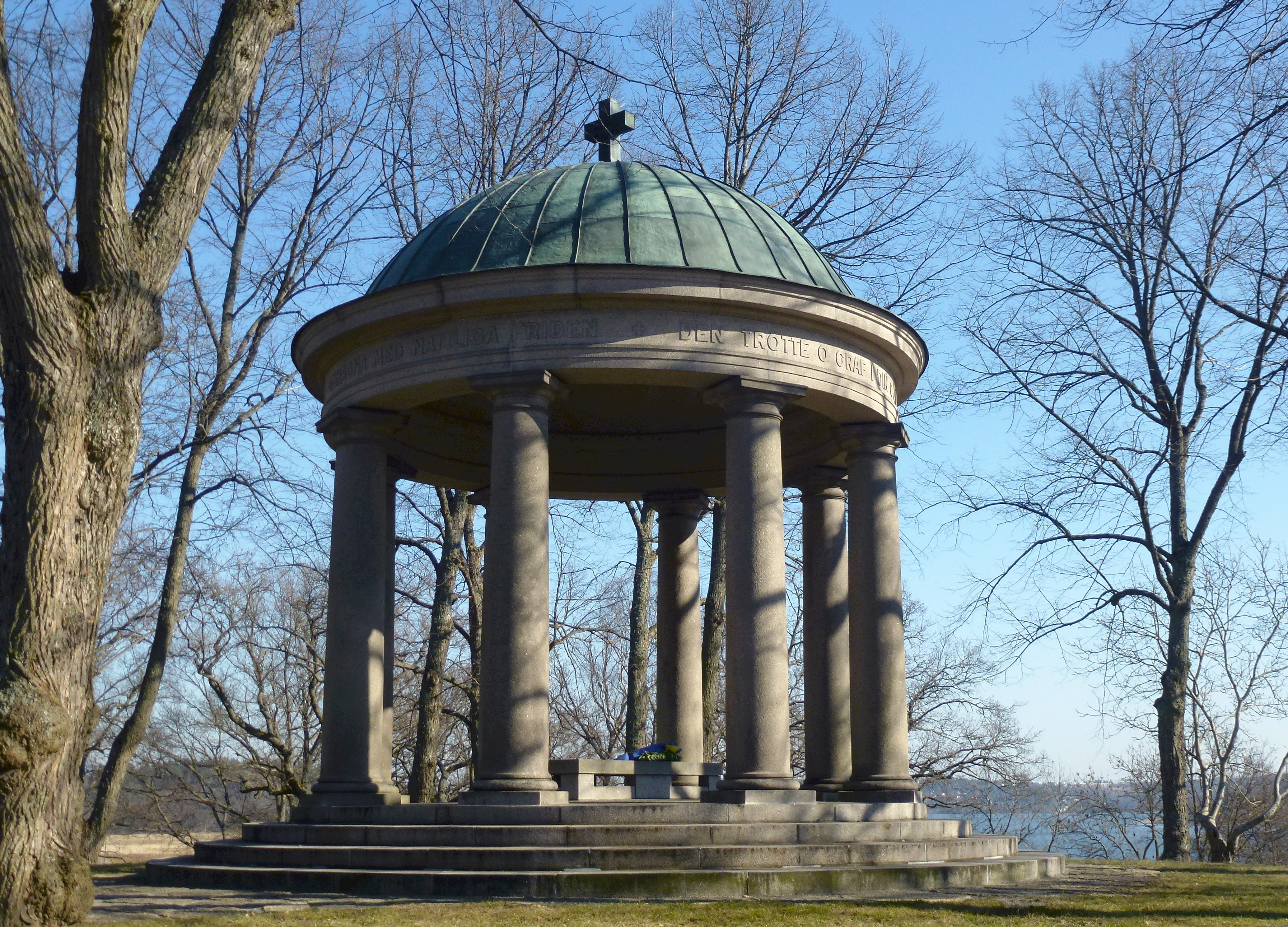
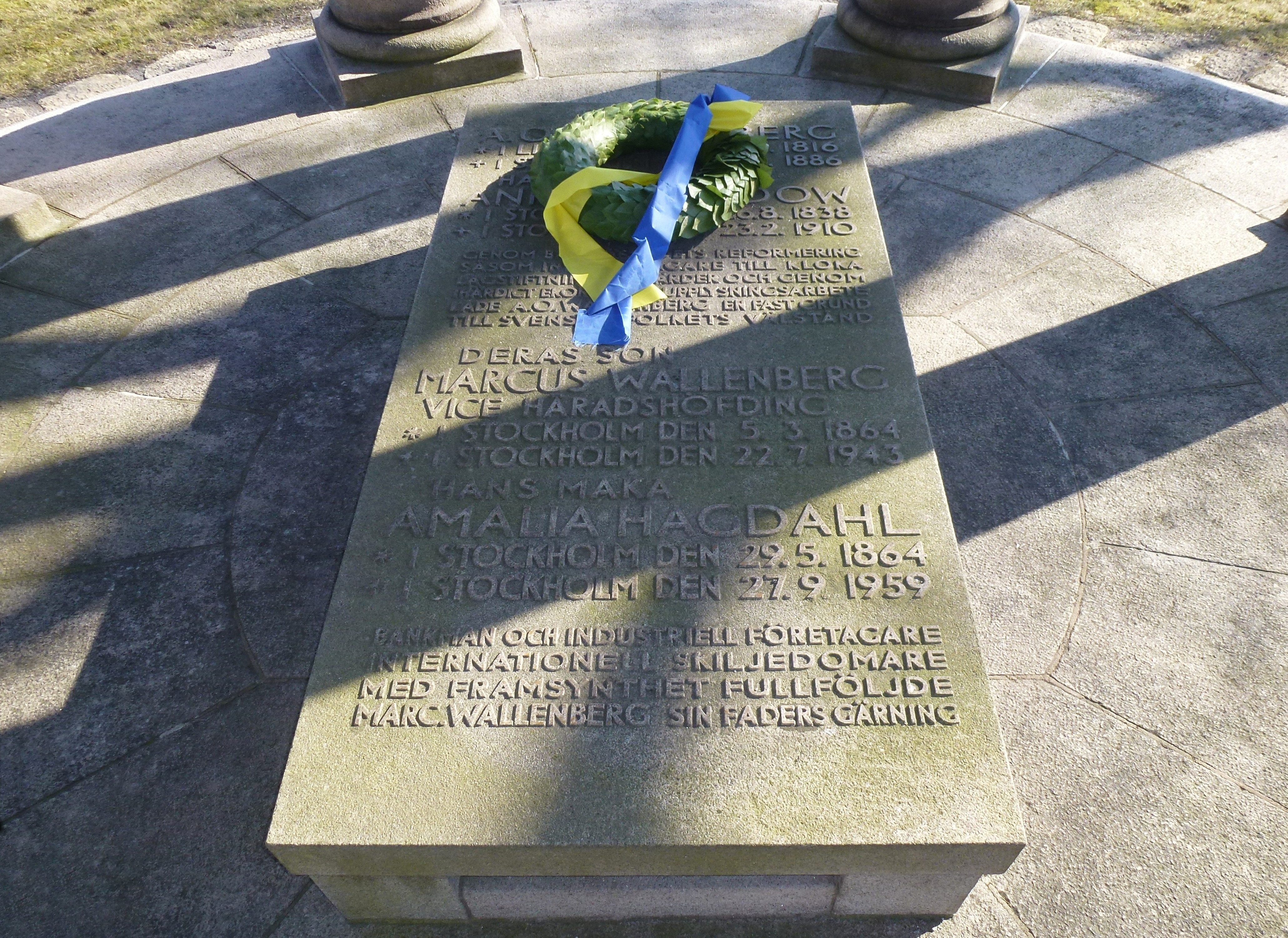
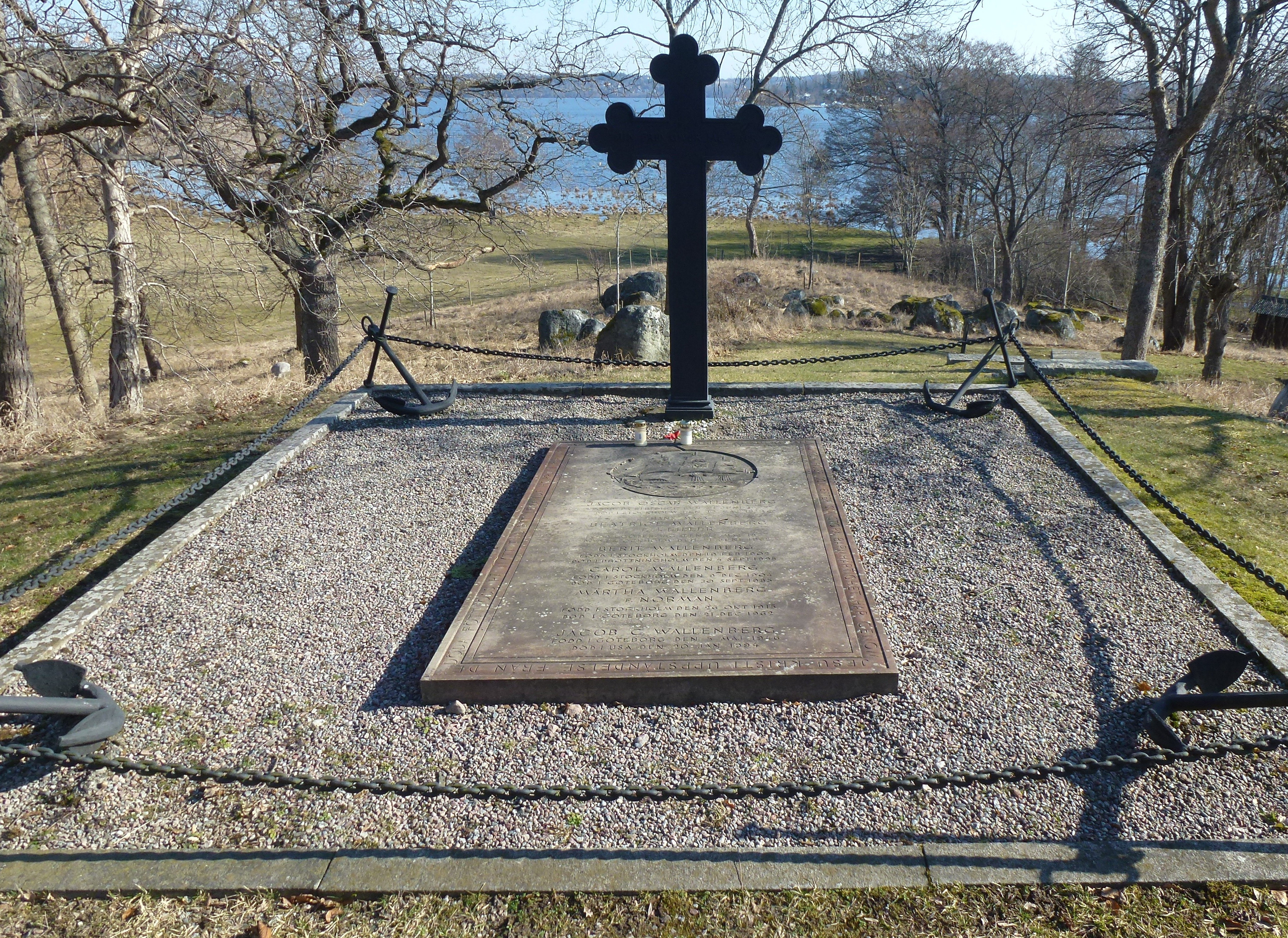
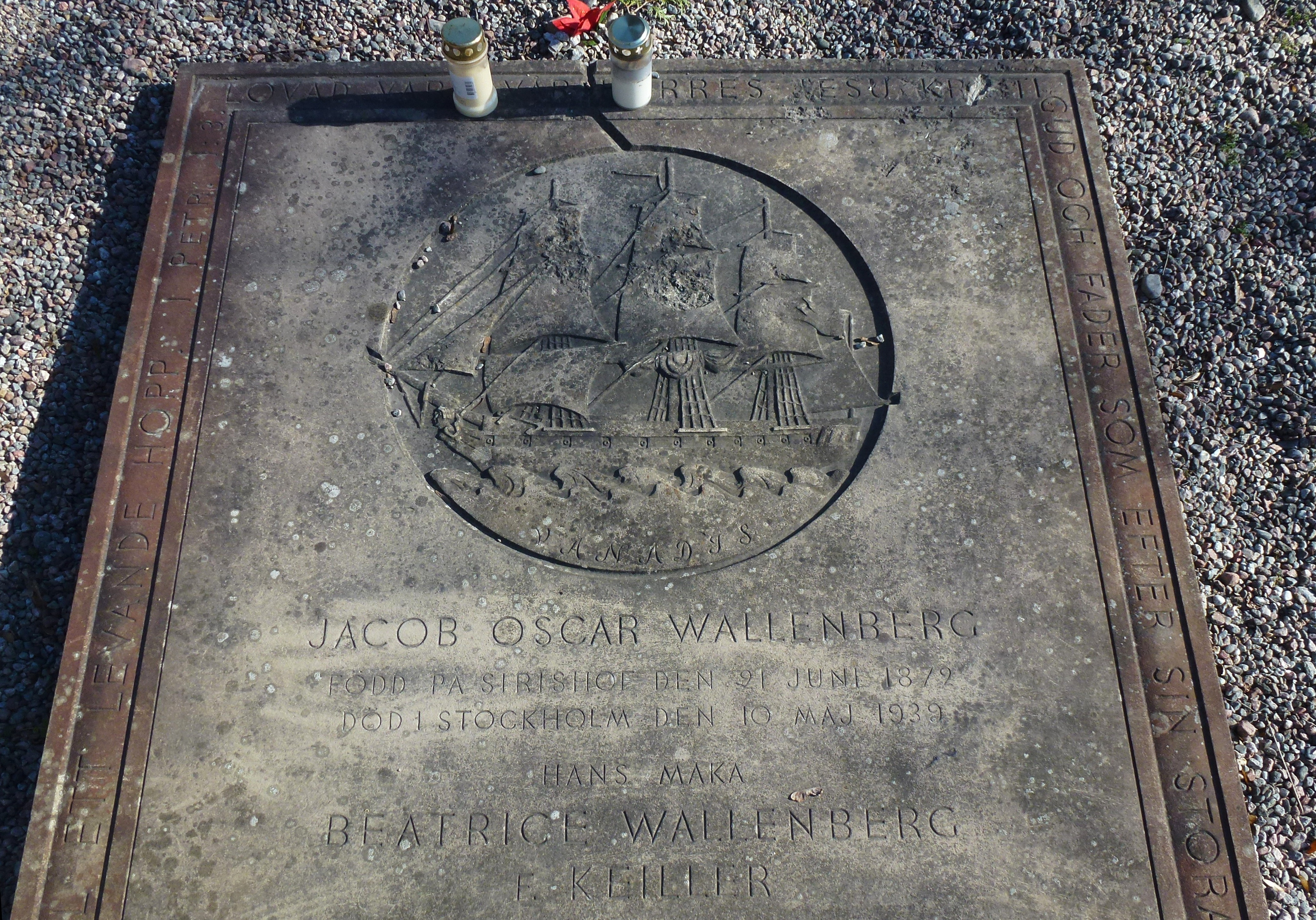
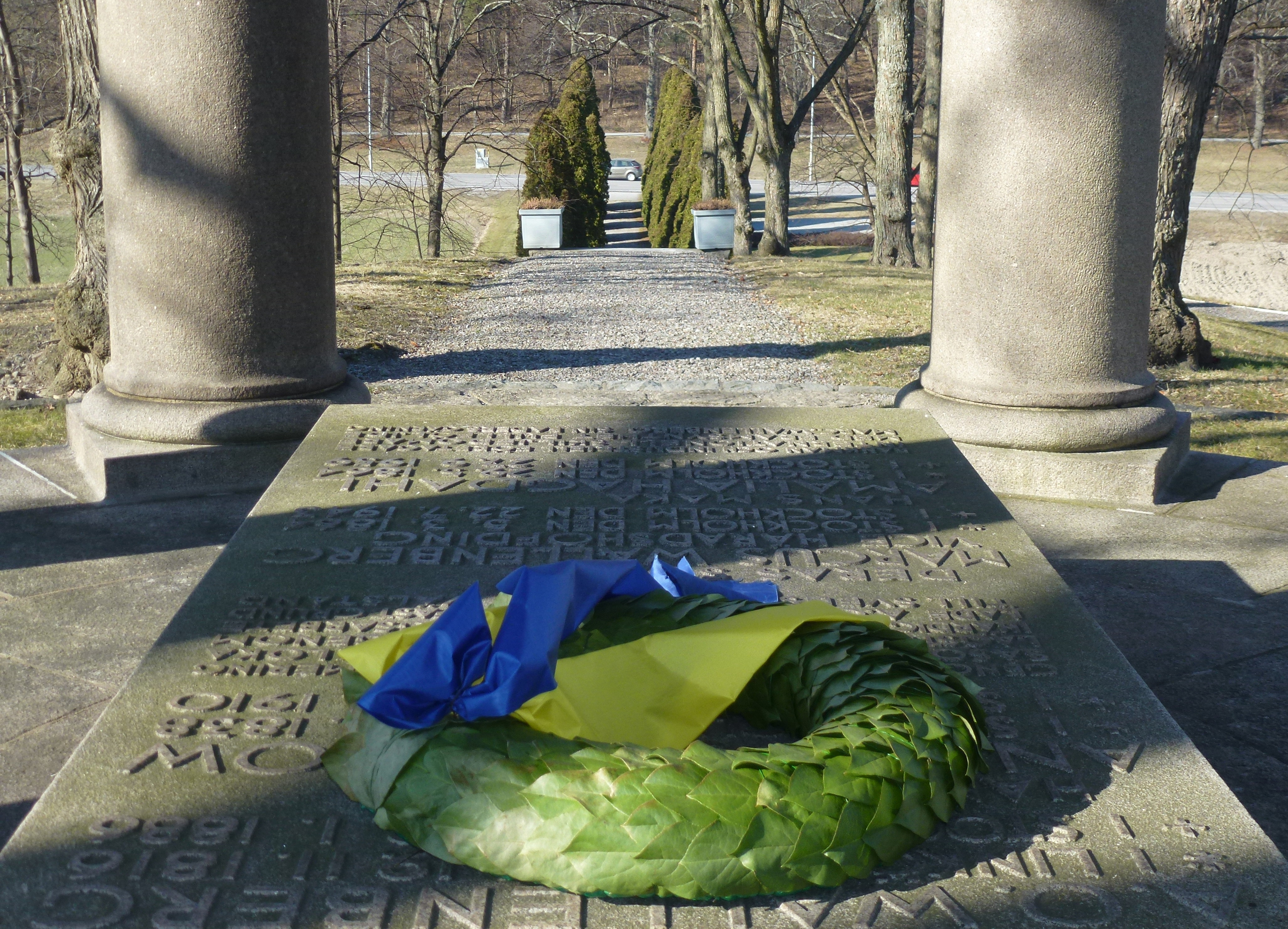